# Барал
Барал — река в России на Южном Урале, протекает по Учалинскому району Башкортостана. Устье реки находится в 2398 км по правому берегу реки Урал. Длина реки составляет 21 км, площадь водосборного бассейна — 73 км².
Берёт начало на юго-восточном склоне хребта Уралтау. Протекает с Севера на Юг по территории Учалинского района и впадает в реку Урал возле села Рысаево. Питание реки смешанное, с преобладанием снегового. В засушливые годы летом пересыхает, а зимой промерзает.

## Данные водного реестра
По данным государственного водного реестра России относится к Уральскому бассейновому округу, водохозяйственный участок реки — Урал от истока до Верхнеуральского гидроузла. Речной бассейн реки — Урал (российская часть бассейна).
Код объекта в государственном водном реестре — 12010000112112200001368.